# The Big Come Up
The Big Come Up - debiut płytowy amerykańskiego duetu bluesrockowego The Black Keys. Album zawiera kompozycje zespołu, jak również przeróbki piosenek pochodzących z repertuaru innych muzyków, a także opracowanie tradycyjnego bluesa "Leavin' Trunk". "Busted" zawiera partię gitarową ze "Skinny Woman" autorstwa R.L. Burnside'a.
Ostatnie nagranie na płycie składa się z dwóch, oddzielonych od siebie ponad 20 minutową ciszą, części, co stanowi nawiązanie do modnej na początku lat 90 praktyki umieszczania na płytach utworów ukrytych.

## Lista utworów
| Nr  | Tytuł utworu                 | Autorzy                      | Długość |
| --- | ---------------------------- | ---------------------------- | ------- |
| 1.  | „Busted”                     | R.L. Burnside                | 2:34    |
| 2.  | „Do the Rump”                | Junior Kimbrough             | 2:38    |
| 3.  | „I'll Be Your Man”           | Dan Auerbach, Patrick Carney | 2:21    |
| 4.  | „Countdown”                  | Dan Auerbach, Patrick Carney | 2:39    |
| 5.  | „The Breaks”                 | Dan Auerbach, Patrick Carney | 3:01    |
| 6.  | „Run Me Down”                | Dan Auerbach, Patrick Carney | 2:27    |
| 7.  | „Leavin' Trunk”              | trad.                        | 3:00    |
| 8.  | „Heavy Soul”                 | Dan Auerbach, Patrick Carney | 2:09    |
| 9.  | „She Said, She Said”         | John Lennon, Paul McCartney  | 2:32    |
| 10. | „Them Eyes”                  | Dan Auerbach, Patrick Carney | 2:23    |
| 11. | „Yearnin'”                   | Dan Auerbach, Patrick Carney | 1:59    |
| 12. | „Brooklyn Bound”             | Dan Auerbach, Patrick Carney | 3:11    |
| 13. | „240 Years Before Your Time” | Dan Auerbach, Patrick Carney | 21:41   |
|     |                              |                              | 52:35   |

## Single
- "Leavin' Trunk/She Said, She Said" - wydany w październiku 2003 roku w Ameryce przez niezależną wytwórnię Isota Records niskonakładowy (1000 numerowanych sztuk) winyl.

## Twórcy
- Dan Auerbach - gitara, śpiew
- Patrick Carney - perkusja, produkcja
- Patrick Boissel - okładka
- Michael Carney - okładka
- Dave Schultz - mastering